# Cadiz hardyi
Cadiz hardyi är en skalbaggsart som beskrevs av Andrews och Gilbert 1992. Cadiz hardyi ingår som enda art i släktet Cadiz och familjen bladbaggar. Inga underarter finns listade i Catalogue of Life.